# Al Alam
 (juin 2023).
Si vous disposez d'ouvrages ou d'articles de référence ou si vous connaissez des sites web de qualité traitant du thème abordé ici, merci de compléter l'article en donnant les références utiles à sa vérifiabilité et en les liant à la section « Notes et références ».
Al Alam est un quotidien marocain créé le 11 septembre 1946 par des nationalistes du mouvement national, il a eu comme mission de communiquer avec tous les militants du parti de l'Istiqlal. Al Alam est l'organe officiel de ce parti. Le rédacteur en chef du journal est le militant Abdellah Beqqali.

## Diffusion
| Année | Tirage | Diffusion payée | Diffusion totale |
| ----- | ------ | --------------- | ---------------- |
| 2006  | 29 608 | 6 888           | 12 688           |
| 2007  | 24 446 | 5 468           | 11 485           |
| 2008  | 23 570 | 4 741           | 10 251           |
| 2009  | 23 914 | 4 430           | 9 940            |
| 2010  | 23 920 | 4 683           | 10 158           |
| 2011  | 25 191 | 4 689           | 10 199           |
| 2012  | 23 773 | 3 504           | 9 030            |
| 2013  | 22 214 | 3 709           | 9 219            |
| 2014  | 21 292 | 3 390           | 8 900            |
| 2015  | 21 107 | 3 254           | 8 764            |
| 2016  | 21 043 | 3 078           | 8 538            |
| 2017  | 20 973 | 2 896           | 6 476            |
| 2018  |        |                 |                  |